# Идеализъм
Идеализъм е философското течение, според което фундаментът на реалността, или на реалността, такава каквато я познаваме, е мисълта, или по друг начин казано – нематериалното. Епистемологически, идеализмът се проявява като скептицизъм относно познаваемостта на всяко нещо, зависимо от ума. В социологически план, идеализмът набляга на това как човешките идеи – особено вярванията и ценностите – оформят обществото. Като онтологична доктрина, идеализмът стига още по-далеч, заявявайки, че всички неща се състоят от мисъл и дух. Крайна версия на идеализма е разгърната във философското течение солипсизъм.
Религиозната и философска идея за превъзходството на нематериалното и свръхестественото над материалното и естественото е древна и повсеместна. Все пак, може би най-ранните запазени твърдения, че светът се корени в мисловното и духовното, са от Индия и Гърция. Хинду идеализмът в Индия и гръцките неоплатонисти извеждат пантеистични аргументи за всемирно съзнание, което е в основата на природата на реалността. Школата Йогакара, възникнала сред Махаяна будизма в Индия през 4 век сл. Хр., основава своя идеализъм в голяма степен на феноменологичнен анализ на личното преживяване. Този поглед към субективното изпреварва Джордж Бъркли, който възражда идеализма през 18 век в Европа, чрез скептични аргументи против материализма.
Начело с Имануел Кант, немските идеалисти като Георг Хегел, Йохан Фихте, Фридрих Шелинг, и Артур Шопенхауер са водещи във философията на 19 век. Това течение, което набляга на мисловния или „идеален“ характер на всеки феномен, поставят началото на множество школи, вариращи от Британски идеализъм до феноменализъм до екзистенциализъм. Историческото влияние на този вид идеализъм е неоспоримо дори от школи, които отричат неговите метафизични допускания, като например марксизъм, прагматизъм и позитивизъм.